# Grand-Charmont
Grand-Charmont település Franciaországban, Doubs megyében. Lakosainak száma 5865 fő (2022. január 1.). Grand-Charmont Châtenois-les-Forges, Sochaux, Montbéliard, Nommay és Vieux-Charmont községekkel határos.

## Népesség
A település népességének változása:
| Lakosok száma | 7201 | 7139 | 5605 | 4881 | 5480 | 5584 | 5699 | 5786 | 5849 | 5865 |
|               | 1968 | 1982 | 1990 | 2006 | 2013 | 2015 | 2017 | 2019 | 2020 | 2022 |